# شريان مساريقي سفلي
شريان مساريقي سفلي (بالإنجليزية: Inferior mesenteric artery)‏ وهو فرع أمامي من الأبهر البطني.

## صور

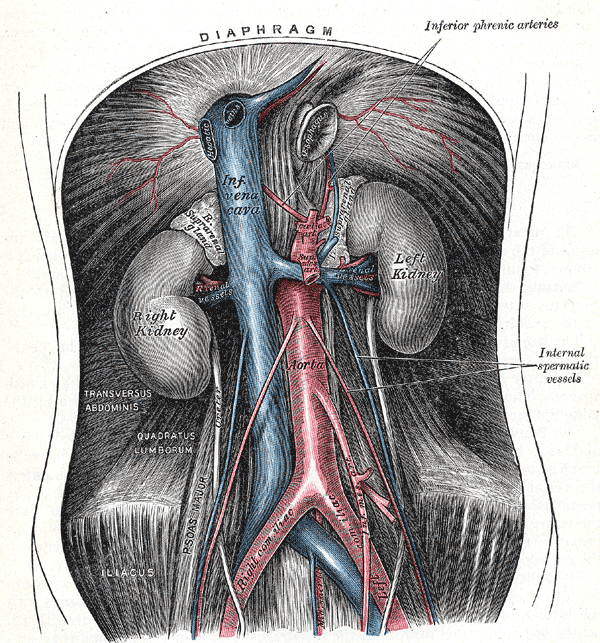
الأبهر البطني وفروعه.
الشريان المساريقي السفلي وفروعه.
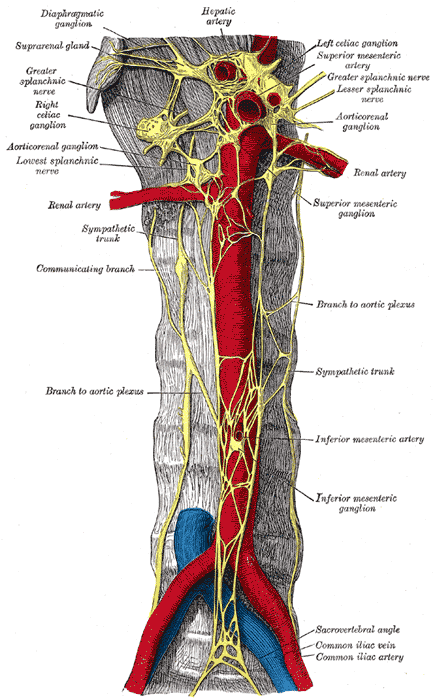
جذع ودي, مع ضفيرة بطنية ومع ضفيرة خثلية.
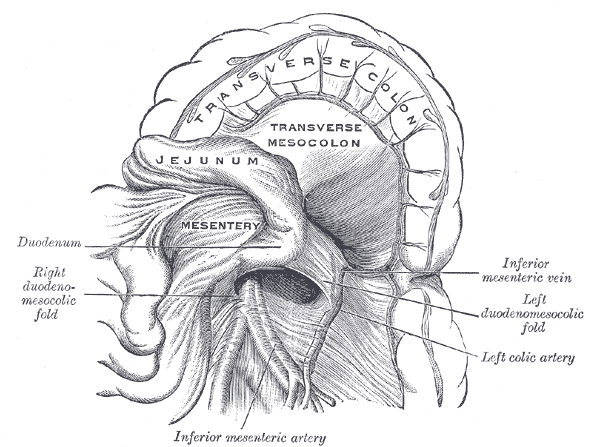
حفرة إثناعشرية صائمية.
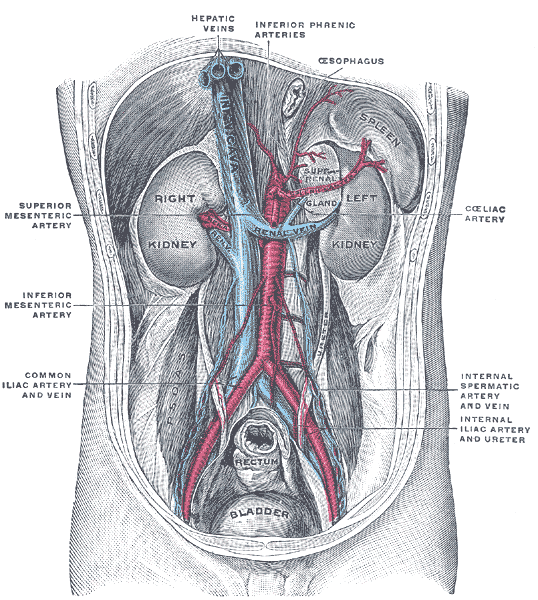
الجدار البطني الخلفي ويظهر في الصورة الكظر وعضلة مقربة كبيرة وأوعية دموية.
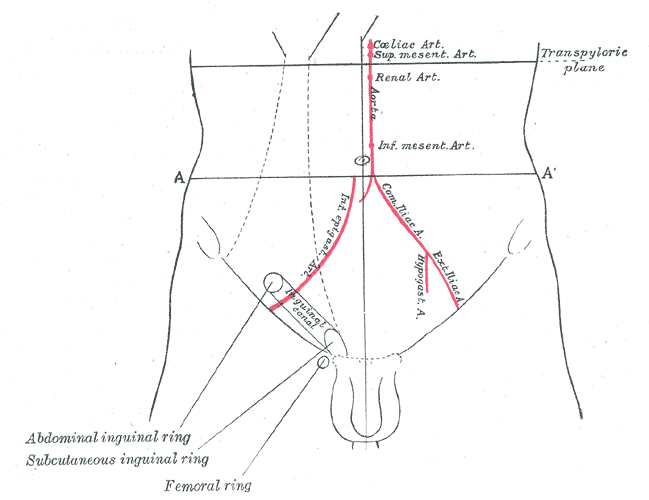
البطن (رؤية أمامية), عرض العلامات السطحية للشرايين والقناة الإربية.